# Iliá Medvédev
Iliá Leonídovich Medvédev –en ruso, Илья Леонидович Медведев– (Leningrado, 18 de noviembre de 1983) es un deportista ruso que compite en piragüismo en la modalidad de aguas tranquilas. Ganó dos medallas en el Campeonato Mundial de Piragüismo entre los años 2010 y 2011, y dos medallas en el Campeonato Europeo de Piragüismo entre los años 2010 y 2013.

## Palmarés internacional
| Campeonato Mundial | Campeonato Mundial          | Campeonato Mundial | Campeonato Mundial |
| Año                | Lugar                       | Medalla            | Competición        |
| ------------------ | --------------------------- | ------------------ | ------------------ |
| 2010               | Poznań (Polonia)            | Medalla de bronce  | K2 1000 m          |
| 2011               | Szeged (Hungría)            | Medalla de bronce  | K4 1000 m          |
| Campeonato Europeo |                             |                    |                    |
| Año                | Lugar                       | Medalla            | Competición        |
| 2010               | Corvera (España)            | Medalla de bronce  | K1 5000 m          |
| 2013               | Montemor-o-Velho (Portugal) | Medalla de plata   | K2 1000 m          |